# Frenaros
Frenaros (in greco Φρέναρος?; localmente [ˈfrenːaɾos]) è una comunità (in greco κοινότητα?, koinótita) situata nel distretto di Famagosta di Cipro.
Nel 2011, aveva una popolazione di 4.298 abitanti.

## Geografia fisica
Phrenaros, o Frenaros, si trova nella parte orientale di Cipro, all'estremità meridionale della pianura della Messaria, otto chilometri a sud-ovest di Famagosta. Il villaggio è situato a sud della linea verde, nella zona controllata dalla Repubblica di Cipro.

## Origini del nome
L'origine del nome è oscura, ma alcuni sostengono che il nome derivi dal vicino antico villaggio di Frinaria.  Secondo un'altra ipotesi il villaggio prende il nome dai Fremenor, i monaci lusignani che vivevano nel vicino monastero della Panagia di Hortakion.

## Storia
Come testimoniato da reperti scoperti dall'archeologo svedese Einar Gjerstad nel 1925, il primo insediamento nell'area del villaggio risale al periodo neolitico. La prima menzione del villaggio risale al XV secolo: in essa, Frenaros era indicato come "Apano Frenaro" (in greco Απάνω Φρέναρο?; "Frenaro alto") e "Kato Frenaro" (in greco Κάτω Φρέναρο?; "Frenaro basso"), suggerendo che un tempo l'insediamento fosse diviso in due parti.

## Società

### Evoluzione demografica
Durante il periodo britannico il villaggio fu abitato esclusivamente da greco-ciprioti, e la popolazione del villaggio aumentò costantemente da 313 abitanti nel 1891 a 1.439 nel 1960. Il censimento del 2001 poneva la popolazione a 3.306 abitanti.
Della sua popolazione originale nessuno fu sfollato; tuttavia, dopo il 1974, il villaggio accolse molti greco-ciprioti sfollati, principalmente dal distretto di Famagosta. Gli alloggi per i greco-ciprioti sfollati furono costruiti qui nel 1976-78.
Oggi il villaggio è abitato principalmente dai suoi abitanti originali e da molti greco-ciprioti sfollati provenienti da vari villaggi del distretto di Famagosta.

## Cultura

### Eventi
Il 6 settembre di ogni anno (festa dell'Arcangelo Michele) si tiene nel villaggio un importante festival religioso in onore dell'Arcangelo, con bancarelle, intrattenimenti, cibi e bevande locali.
A luglio di ogni anno si tiene il Festival del cocomero.

## Monumenti e luoghi di interesse

### Architetture religiose
Nel villaggio ci sono due chiese bizantine che risalgono al XII secolo, dedicate rispettivamente ad Agios Andronikos e all'Arcangelo Michele, e la chiesa di Agia Marina, eretta nel XV secolo e decorata da interessanti affreschi.

## Economia

### Agricoltura
Grazie alla fertile terra rossa dei suoi terreni, Frenaros è uno dei centri principali della produzione di cocomeri nell'isola.

## Sport

### Calcio
La cittadina è sede della squadra del Frenaros FC 2000.